# Santiago Martín Bermúdez
Santiago Martín Bermúdez (Madrid, 1947) és un dramaturg, crític musical i traductor espanyol, guanyador del Premi Nacional de Literatura Dramàtica en 2006 amb la seva obra Las gradas de San Felipe y empeño de la lealtad.
Llicenciat en Ciències Polítiques i Sociologia, és Secretari General de l'Associació d'Autors de Teatre i president de la revista de música clàssica Scherzo, autor de diverses obres entre les quals destaquen Carmencita revisited, Nosotros que nos quisimos tanto, Penas de amor prohibido, Os propongo un brindis, No faltéis esta noche (Premi Lope de Vega), El Quijote (representat en el Festival del Teatre d'Almagro en 2005) i El vals de los condenados, (Premi Nacional de Teatre Enrique Llovet).
Autor d'una gran monografia sobre el compositor Ígor Stravinski (Península, Scherzo, 2001). Ha fet programes a Radio Clásica, peces teatrals, conferències en matèria d'òpera i música. La seva última narració fins al moment és Canciones del teatro oscuro (Pasos perdidos, 2014). El 2016 publica El siglo de Jenufa. Las óperas que cambiaron todo (1900-1950).